# ملکه وارونه
ملکه وارونه (انگلیسی: Queen of Reversals; کره‌ای: 역전의 여왕) یک مجموعه تلویزیونی کره جنوبی در سال ۲۰۱۰ با بازی کیم نام جو، جونگ جون هو، پارک شی هو و چه جونگ آن است. این مجموعه مورد زنی شاغل است که فراز و نشیب‌های زیادی را را در کار، خانواده و عاشقانه تجربه می‌کند و در موقعیت عشق و ازدواج قرار می‌گیرد.
این مجموعه از ۱۸ اکتبر ۲۰۱۰ تا ۱ فوریه ۲۰۱۱، روزهای دوشنبه و سه‌شنبه ساعت ۲۱:۵۵ (کی‌اس‌تی) از ام‌بی‌سی برای ۳۱ قسمت پخش شد. بازیگر کیم نام جو و نویسنده پارک جی اون قبلاً در مجموعه تلویزیونی همسر من بی‌نظیره (۲۰۰۹) همکاری کرده بودند.